# Acyphoderes abdominalis
Acyphoderes abdominalis là một loài bọ cánh cứng thuộc họ Xén tóc. Loài này được Olivier mô tả năm 1795.